# Сильва, Хосе Мария
Хосе Мария Сильва (исп. José María Silva, 1804—1876) — центральноамериканский адвокат и политик.

## Биография
Родился в 1804 году в Сан-Мигеле. В 1827 году получил степень доктора права в университете Сан-Карлос в Гватемале. В 1828 году был избран от департамента Сан-Мигель в Конгресс штата Сальвадор (который тогда входил в состав Федеративной Республики Центральной Америки). В июне 1829 года, по окончании гражданской войны, в качестве комиссара Конгресса отправился в Гватемалу, где помог генералу Франсиско Морасану юридически оформить пребывание во главе страны до формирования новых федеральных властей.
В 1834 году был вновь избран депутатом Конгресса штата. В том году правительство Федеративной Республики Центральной Америки было вынуждено сместить верховного правителя штата Сальвадор Хоакина де Сан-Мартина, который попытался выделить Сальвадор в независимое государство. Президент Центральной Америки назначил временным главой штата Карлоса Саласара, а затем — Хосе Грегорио Саласара. 21 сентября 1834 года Хосе Грегорио Саласар собрал в Сан-Висенте Ассамблею штата Сальвадор, чтобы она избрала нового главу штата. Был избран Хосе Мария Сильва, но результаты голосования были объявлены недействительными, и тогда 30 сентября был избран Хоакин Эсколан. Хоакин Эсколан пробыл на посту верховного главы штата две недели, после чего всё-таки передал полномочия Хосе Марии Сильве. Во главе штата он пробыл до 2 марта 1835 года.
В 1840 году, когда уже происходил распад Федеративной Республики Центральной Америки, генерал Морасан, решившись на последний отчаянный бросок в Гватемалу, вновь передал власть над Сальвадором Хосе Марии Сильве. Когда предприятие Морасана завершилось неудачей, Сильва тоже оставил свой пост, и вместе с Морасаном отправился в изгнание в Коста-Рику.
В 1842 году Сильва вернулся на родину, и стал жить как частное лицо, занимаясь адвокатской практикой. В 1850 году его несколько раз выдвигали в качестве представителя Гондураса или Сальвадора делегатом на конгресс, который должен был попытаться возродить единое центральноамериканское государство, но он каждый раз отказывался (хотя впоследствии и принял участие в некоторых заседаниях конгресса, и даже был секретарём одного из заседаний).
В 1853 году был избран сенатором. В 1854 году стал членом комиссии по пересмотру торгового кодекса. В 1857—1858 годах был президентом Сената Сальвадора. В 1858 году стал членом комиссии по пересмотру гражданского кодекса и реформе пенитенциарной системы.
В 1862 году вернулся в Сенат и был вновь избран его президентом. По окончании срока избрания удалился на покой по причине плохого здоровья.
В 1872 году опубликовал книгу «Recuerdos al 15 de Septiembre» («Воспоминания о 15 сентября»), рассматриваемую как его политическое завещание.